# Harness Your Hopes
Harness Your Hopers è una canzone del gruppo musicale statunitense Pavement, pubblicata il 22 giugno 1999. Originariamente registrata per il quarto album in studio della band Brighten the Corners, fu esclusa dalla versione definitiva da Stephen Malkmus. In seguito apparve nella versione CD dell'EP "Spit on a Stranger" nel 1999, e nella versione estesa della riedizione di Brighten The Corners del 2008, Nicene Creedence Edition.
Nel 2017 divenne la canzone dei Pavement con più stream su Spotify, superando "Cut Your Hair", e diventando virale nell'app di social media TikTok nel 2020. È stato pubblicato un video musicale nel marzo 2022 come anticipazione della riedizione dell'EP di Spit on a Stranger.

## La canzone
"Harness Your Hopes" è stata scritta da Stephen Malkmus. Mentre questi apprezzò la canzone, la escluse dall'album "senza un buon motivo", cioè ritenendo che la canzone suonasse male dopo che la band la rimaneggiò per abbreviare una sezione di valzer che veniva dopo il ritornello, di cui il gruppo non gli aveva parlato. In seguito decise di trasformarla in un lato B.
Il secondo verso della canzone: "Show me a word that rhymes with pavement/And I won't kill your parents and roast them on a spit", è una descrizione scherzosa della parola "depravement", con Malkmus che descrisse la frase come "il tipo di cosa che scrivi quando sei arrogante e pensi finirà in un lato B [sic]". Lo scherzo continua nelle frasi successive "And-a don't you try to etch it, or permanently sketch it" ("engravement")/"Or you're gonna catch a bad, bad cold" ("ailment").

## Successo tardivo
La canzone, che non era mai stata tra le prime cinque del gruppo su Spotify, improvvisamente balzò al primo posto nel 2017. Mentre l'esatta causa della popolarità è sconosciuta, è stato suggerito che sia potuto dipendere da un cambio dell'algoritmo di Spotify. Essa è diventata anche virale su TikTok, nel 2020, con le persone che improvvisavano balli al suo ritmo. "Harness Your Hopes" ha oltre 113 milioni di stream su Spotify al novembre 2023.
Stephen Malkmus è venuto a conoscenza del successo di "Harness Your Hopes" nel 2020, quando ha udito la canzone suonata in una panetteria nei pressi della sua residenza di Portland, Oregon e informato dai suoi figli che conoscevano la canzone. Scott Kannberg ha descritto il successo tardivo di "Harness Your Hopes" come "una ventata di vita" per i Pavement dopo il loro scioglimento e Malkmus si è pentito di averla esclusa dalla versione finale dell'album.

## Video musicale
Un video musicale della canzone, diretto da Alex Ross Perry e con protagonista l'attrice della serie televisiva Yellowjackets Sophie Thatcher è stato pubblicato il 10 marzo 2022, per promuovere la riedizione dell'EP Spit on a Stranger. Il video, direttamente ispirato dal film del 1992 Frequenze pericolose di Peter Hyams, è un tributo ai vecchi video musicali dei Pavement, con Thatcher che si muove attraverso le proiezioni dei video del gruppo. Perry ha avuto accesso diretto ai video della band da Matador e ha modificato/utilizzato varie scene per permettere a Thatcher di esserne parte; ciò tuttavia si rivelò difficoltoso a volte a causa della scarsa qualità del materiale, con le scene e l'illuminazione che dovettero essere replicate.